# Hypsophrys
Hypsophrys är ett släkte av fiskar. Hypsophrys ingår i familjen Cichlidae.
Kladogram enligt Catalogue of Life:
| Hypsophrys | \| \| Hypsophrys nematopus \| \| \| \| \| \| Hypsophrys nicaraguensis \| \| \| \| |
|            | \| \| Hypsophrys nematopus \| \| \| \| \| \| Hypsophrys nicaraguensis \| \| \| \| |
|            | Hypsophrys nematopus                                                              |
|            |                                                                                   |
|            | Hypsophrys nicaraguensis                                                          |
|            |                                                                                   |